# Chiesa di San Tommaso (Parma)
La chiesa di San Tommaso è un luogo di culto cattolico dalle forme barocche e neoclassiche, situato in strada Luigi Carlo Farini 38 a Parma, in provincia e diocesi di Parma; è sede di una parrocchia compresa nella zona pastorale della città.

## Storia
Il primo documento riferito alla chiesa (all'epoca semplice cappella privata) è datato 4 luglio 1028 ed è l'atto con cui una tale Ildegarda la vende al parroco di San Pietro di Paderna.
La chiesa venne rifatta più volte ma della primitiva costruzione rimane il fianco sinistro, a mattone scoperto. La facciata fu realizzata nel 1786 su disegno di Carlo Salvatore Bettoli e nel 1850 l'edificio acquista le forme attuali.
Sul fianco settentrionale della chiesa è murato lo stemma del Comune, in ricordo della sconfitta dei francesi assedianti da parte dei parmigiani avvenuta il 21 dicembre 1521, giorno della festa dell'apostolo Tommaso.

## Descrizione

### Arte e architettura

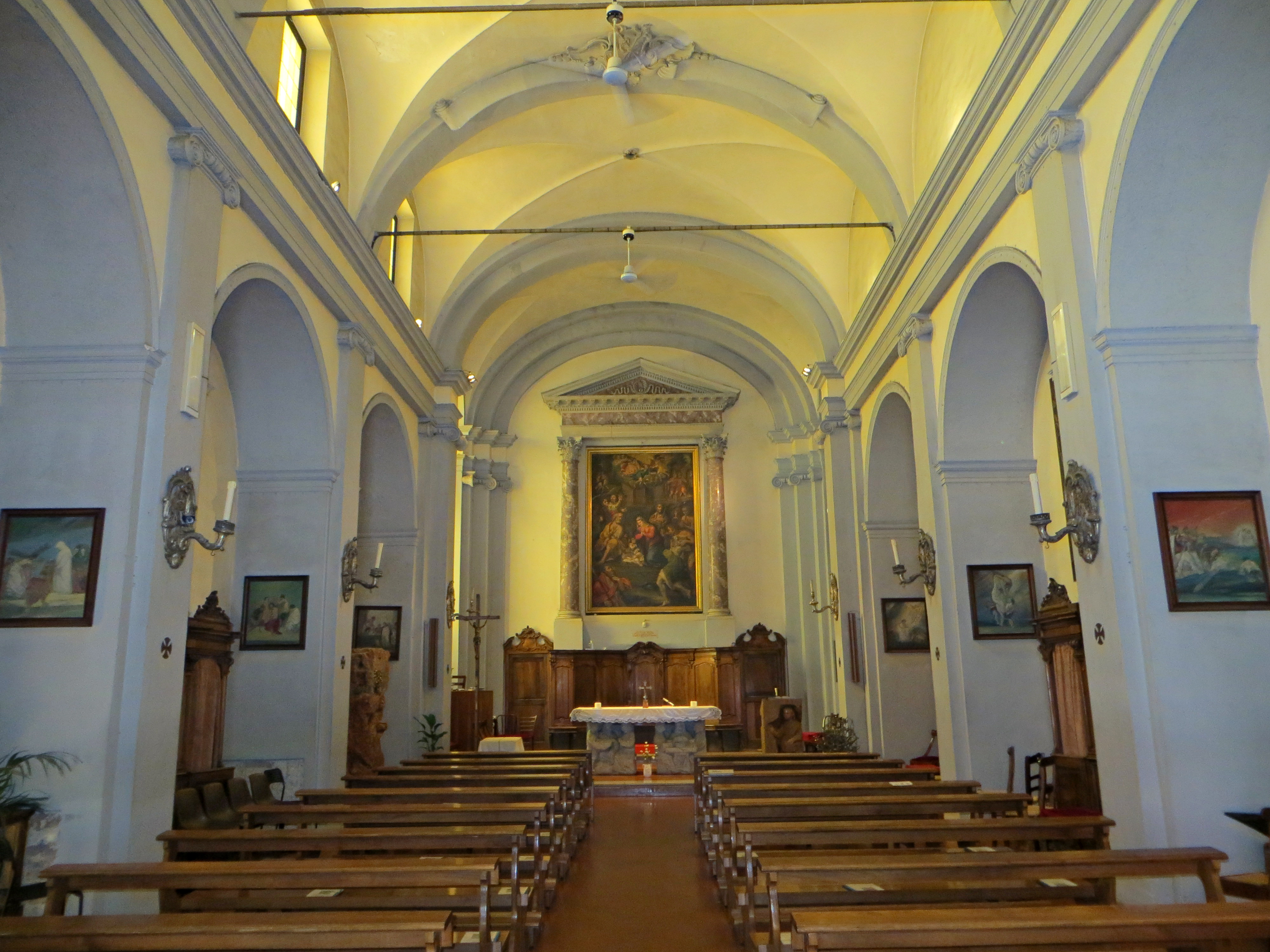
Navata

La facciata della chiesa è molto semplice: ricoperta da intonaco color rosa scuro, è inquadrata fra due lesene con capitelli di ordine composito che sorreggono il frontone, privo di decorazioni all'infuori della cornice.
Al centro della facciata si trovano il portale con timpano semicircolare e la grande finestra a lunetta. Le formelle in bronzo della porta d'ingresso sono state realizzate dallo scultore Bruno Gandola e collocate in sede nel 2004.
L'interno della chiesa è a navata unica coperta da volta a botte e illuminato da grandi finestre ad arco.
La pala dell'altare maggiore, realizzata da Girolamo Bedoli e collocata nella chiesa nel 1928, rappresenta la Natività di Gesù; la chiesa conserva anche una Pietà di Antonio Bresciani.

### Organo a canne

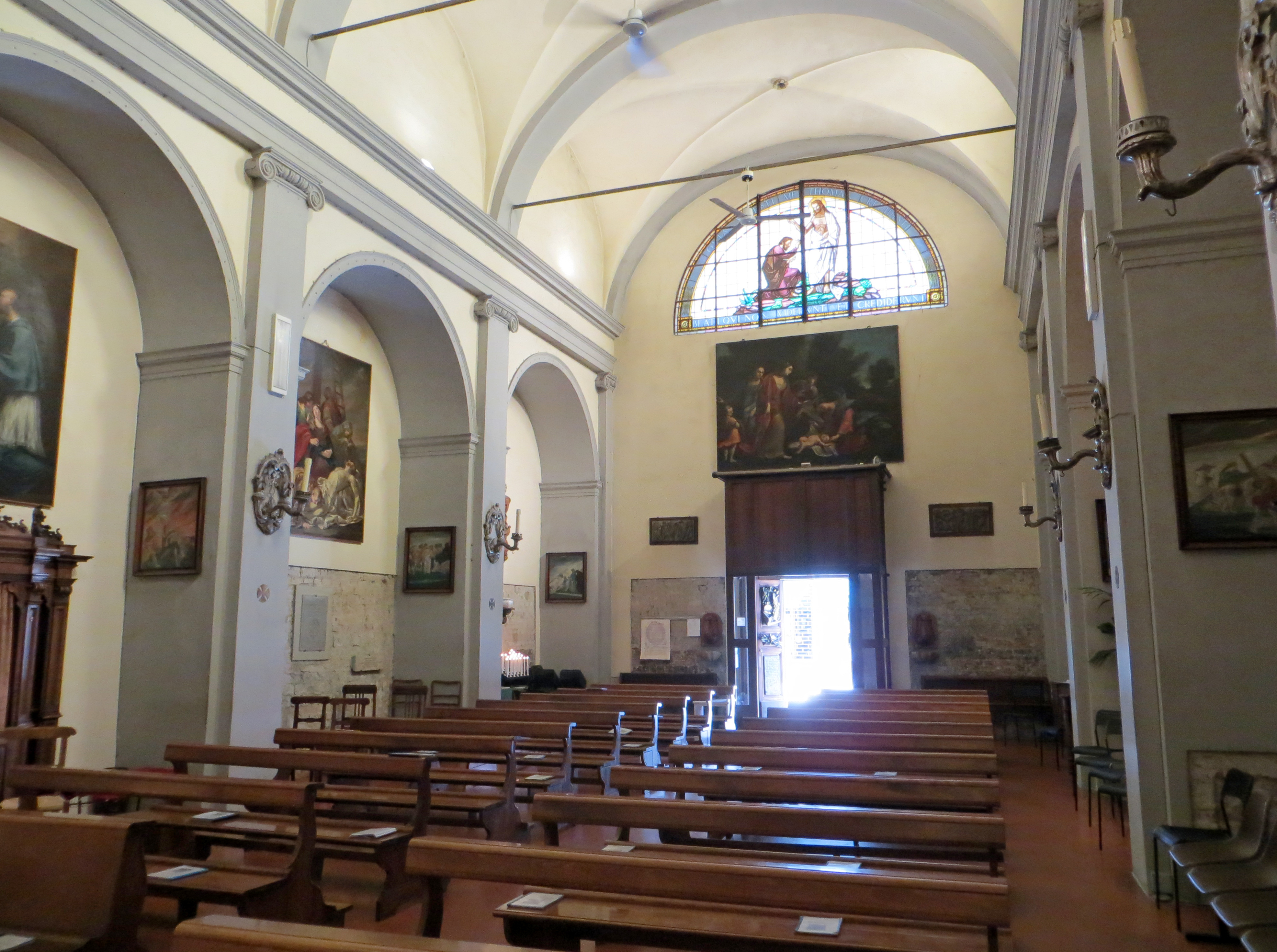
Navata e controfacciata

Nella chiesa si trova un organo a canne costruito negli anni settanta del XX secolo, inglobando il precedente strumento settecentesco, restaurato nel 2011 dalla ditta organaria Michelotto e sempre dalla stessa ditta ampliato nel 2014 per volontà di Don Sergio Nadotti. A trasmissione elettronica, è costituito dal corpo di canne collocato sulla cantoria sulla destra dell'abside e dalla consolle posta alla destra dell'altare maggiore, che conta due tastiere di 61 note ciascuna ed una pedaliera concavo-radiale di 32.